# Chifa

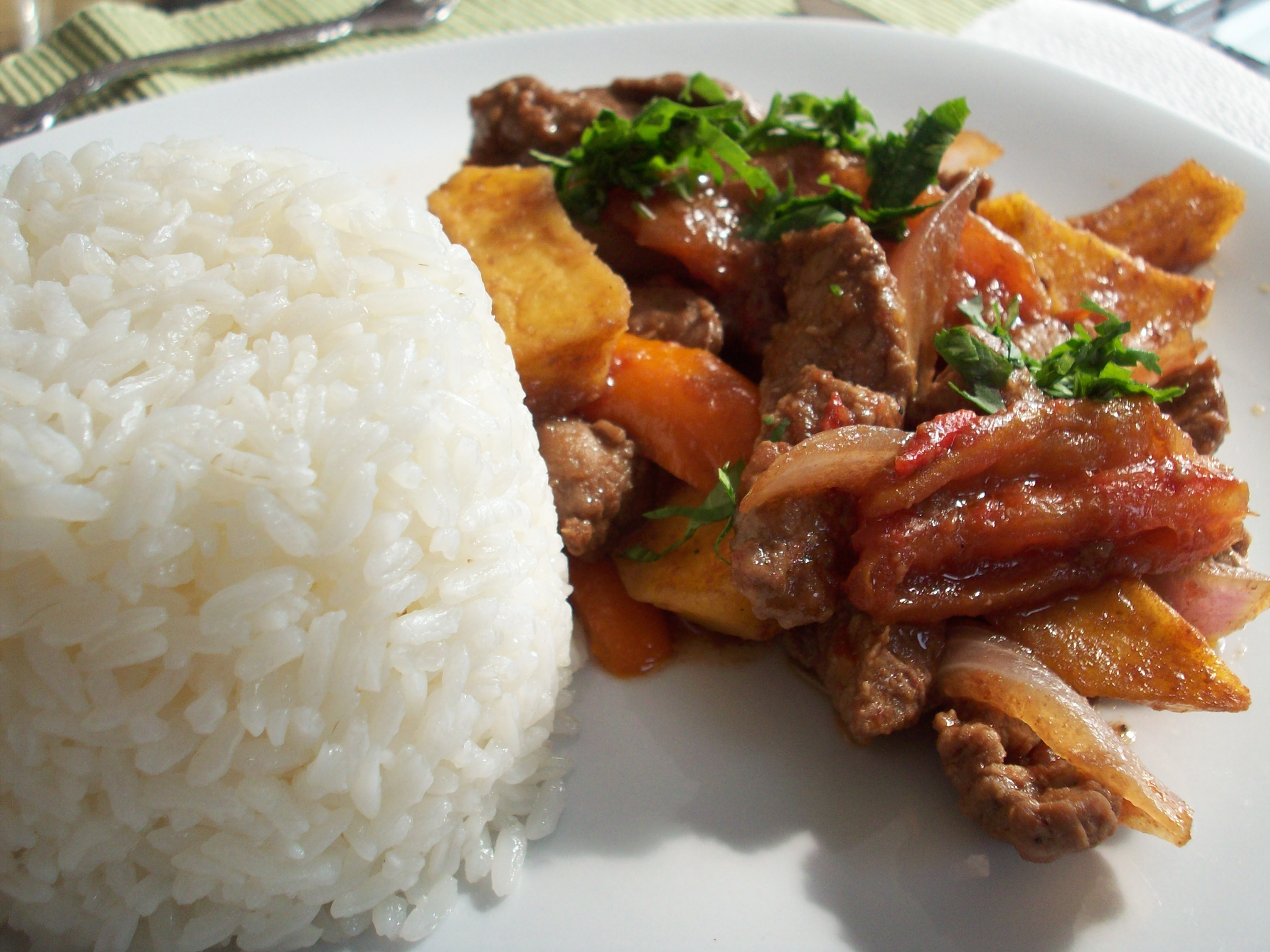
Lomo saltado – jedna z potraw kuchni chifa

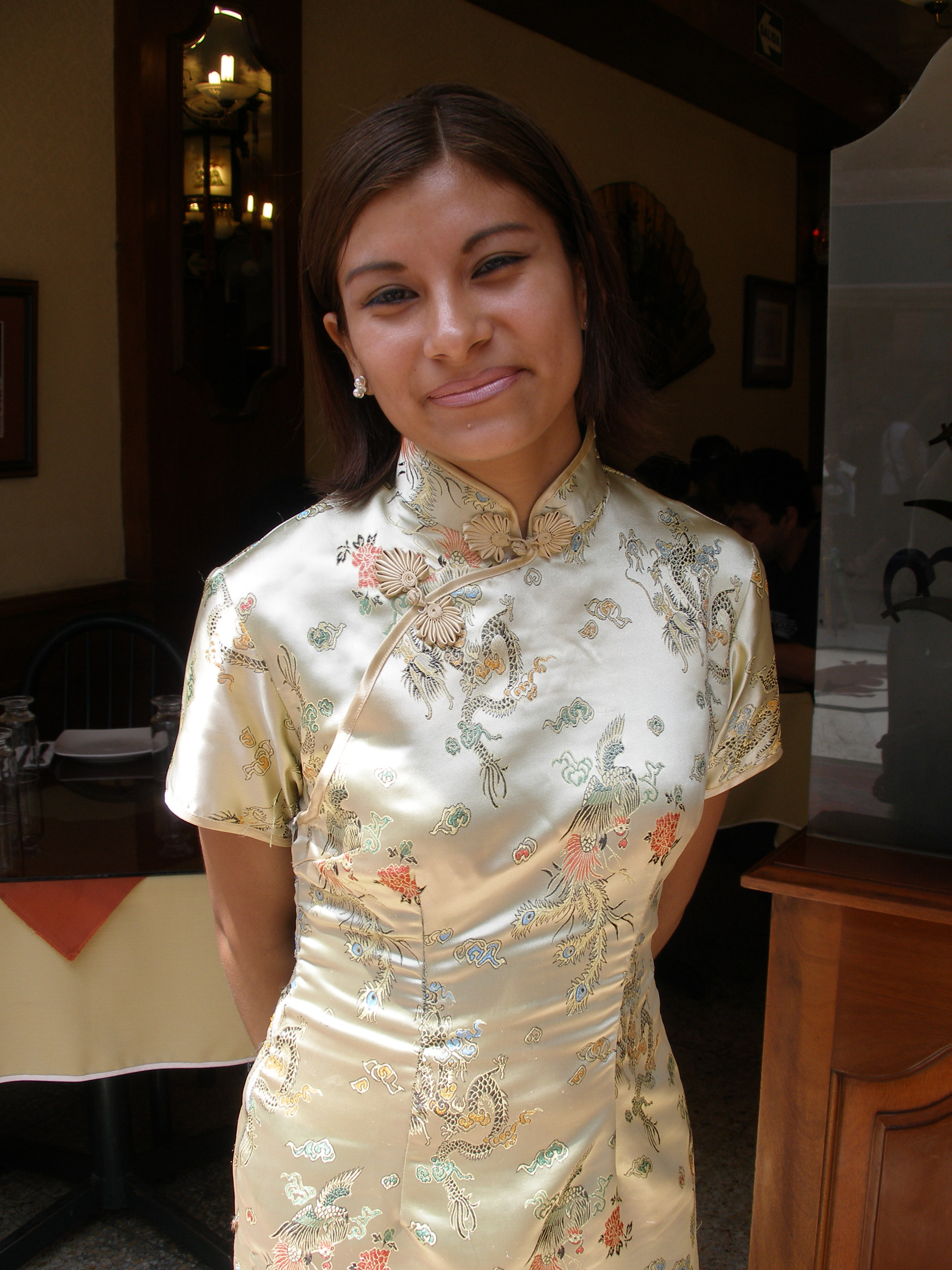
Chińska restauratorka z Limy

Chifa – peruwiańska odmiana kuchni chińskiej. Powstała za sprawą chińskich imigrantów, którzy dostosowywali przepisy rodzimej kuchni do dostępnych w Peru składników. Słowo chifa jest także w Peru używane na określenie restauracji chińskiej.
Nazwa chifa pochodzi prawdopodobnie od chińskiego chifan (吃饭), oznaczającego dosłownie „jeść ryż”.
Chińczycy pojawili się w Peru w połowie XIX wieku jako robotnicy na plantacjach, kolei czy przy produkcji nawozu. Skala imigracji była znaczna – w ciągu 30 lat w kraju pojawiło się ponad 100000 Chińczyków, którzy w nowym miejscu zamieszkania próbowali gotować swoje lokalne potrawy. Kuchnia chińska stała się bardzo popularna. W połowie XIX wieku w Peru pojawił się wok, z czasem do kuchni lokalnej włączone zostały elementy typowo chińskie, takie jak imbir czy sos sojowy. Na początku XX wieku w zamożnych peruwiańskich domach zatrudniano też chińskich szefów kuchni. Obecnie typowe chińskie składniki są bardzo łatwe do kupienia w Peru, a w kraju znajduje się ponad 2000 restauracji serwujących chifa.
Najbardziej typowe dania chifa to lomo saltado oraz arroz chaufa (smażony ryż).